# Rafael Amargo
Jesús Rafael García Hernández, meglio noto come Rafael Amargo (Valderrubio, 3 gennaio 1975), è un ballerino, coreografo e personaggio televisivo spagnolo.

## Biografia
Parente del poeta e drammaturgo spagnolo Federico García Lorca, nasce come ballerino di flamenco ma grazie al lavoro svolto presso la scuola di Martha Graham ha conosciuto la danza contemporanea e nelle sue coreografie riesce sempre a creare un mix tra il classico flamenco e la danza contemporanea.
Dopo i primi spettacoli tutti incentrati sul ballo ha creato delle produzioni dove riesce ad integrare elementi audiovisuali e a far convivere diversi stili sia musicali che di ballo.
Acclamato in Spagna come una stella di prima grandezza, ha realizzato tournée di successo anche negli Stati Uniti, ma nel 2007 ha ricevuto numerose critiche negative per la sua direzione del galà a conclusione del Carnaval de Santa Cruz de Tenerife.

### Televisione
Negli ultimi anni è diventato anche un personaggio televisivo prendendo parte a diverse trasmissioni: in Francia come giurato a Star Academy, in Spagna come concorrente a Expediciòn imposible e in Italia come giurato dalla nona e decima edizione di Ballando con le stelle. Prende parte come concorrente alla sesta edizione italiana di Pechino Express, in cui è in coppia con Olfo Bosé. La coppia de las Estrellas viene eliminata dal programma alla terza puntata.